# Eva Hrnčířová
Eva Hrnčířová (* 1976 Litoměřice) je česká novinářka, reportérka, moderátorka, v letech 2007 až 2012 zahraniční zpravodajka ČT v Bruselu, následně tisková mluvčí. Po ukončení kariéry v České televizi v roce 2022 pracovala na Stálém zastoupení ČR při EU jako mluvčí a vedla komunikaci druhého českého předsednictví v Radě EU v Bruselu. Po něm přešla do kabinetu místopředsedkyně Evropské komise pro hodnoty a transparentnost Věry Jourové jako poradkyně pro vztahy s médii. 

## Život
Vystudovala žurnalistiku a poté západoevropská studia na Fakultě sociálních věd Univerzity Karlovy v Praze.[zdroj?]
Ještě při studiích začala pracovat v zahraniční redakci České televize, kde se specializovala na Evropskou unii. Natáčela reportáže v mnoha evropských zemích, moderovala cestovatelský magazín Objektiv a pořad U nás v Evropě, který přibližoval běžný život v unijních zemích. V červenci 2007 se stala zahraniční zpravodajkou ČT v Bruselu. Na tomto postu působila do června 2012, kdy ji vystřídal Bohumil Vostal.
Eva Hrnčířová žije v Bruselu, odkud přispívala do řady českých médií. Zároveň se zajímá o moderní vzdělávání, v Česku i zahraničí se zapojuje do projektů spojených s alternativní pedagogikou, podílela se na organizaci Mezinárodního Montessori Kongresu v Praze v létě 2017.[zdroj?]
Eva Hrnčířová je vdaná, manžel působí v Bruselu jako konzultant a mají spolu tři děti. Mluví anglicky, francouzsky, částečně i německy. Volný čas tráví ráda s rodinou, cestuje a cvičí jógu.